# گلیورز
گِلورز، روستایی از توابع بخش مرکزی شهرستان رودبار در استان گیلان ایران است.

## جمعیت
این روستا در دهستان کلشتر قرار دارد و براساس سرشماری مرکز آمار ایران در سال ۱۳۸۵، جمعیت آن ۴۹ نفر (۱۷خانوار) بوده‌است.